# Flarupholz
Das Flarupholz  (dänisch Flarup Skov) ist ein zwischen den Ortschaften Flarup und Saustrup in Angeln im nordöstlichen Schleswig-Holstein gelegenes Waldgebiet. Das Flarupholz hat eine Fläche von 27 ha, davon fallen 10 ha unter das Gut Flarupgaard. Politisch gehört der Wald zur Gemeinde Saustrup im Kirchspiel Norderbrarup. In der dänischen Zeit gehörte das Kirchspiel zur Struxdorfharde. Im Südosten geht es in das Saustruper Gehege über, das 1991 als Neuwald vom Land Schleswig-Holstein neu angepflanzt wurde. Bei dem Flarupholz handelt es sich um einen Buchenmischwald in kräftig-kuppiger Landschaft mit Altbäumen von etwa 1850 und einer artenreichen Vogelwelt. Südöstlich des Waldes (und zum Saustruper Gehege hin) verlaufen die Flaruper und die Saustrup-Flaruper Au. Der Flurname ist erstmals 1804 als Flarupskov schriftlich dokumentiert. Der Name bezeichnet im Weiteren eine am Wald gelegene Katenstelle.